# Вежхово (Щецинецький повіт)
Вежхово (пол. Wierzchowo) — село в Польщі, у гміні Щецинек Щецинецького повіту Західнопоморського воєводства.
Населення — 778 осіб (2011).

## Демографія
Демографічна структура станом на 31 березня 2011 року:
|          | Загалом | Допрацездатний вік | Працездатний вік | Постпрацездатний вік |
| -------- | ------- | ------------------ | ---------------- | -------------------- |
| Чоловіки | 385     | 79                 | 270              | 36                   |
| Жінки    | 393     | 83                 | 239              | 71                   |
| Разом    | 778     | 162                | 509              | 107                  |